# أم البساتين
أم البساتين بلدة أردنية، ومركز قضاء أم البساتين التابع للواء ناعور في محافظة العاصمة. تقع إلى الجنوب الغربي من العاصمة عمّان بمسافة 15 كم، أطلق عليها هذا الاسم الملك الحسين بن طلال أثناء زيارته لها في أوائل ستنيات القرن العشرين عندما افتتح مدرستها الابتدائية انذاك وتحديداً في عام 1960 بعد أن كان اسمها منذ القدم (ام الحنافيش).
وتقع هذه البلدة على الطريق الرئيسي بين مطار الملكة علياء الدولي والبحر الميت، ومن طريق ناعور الروضة ناعور مأدبا. كما تقع للشرق من طريق المطار الرئيسي الذي يربط الأردن شماله مع جنوبة.
تأسس أول مجلس قروي فيها عام 1960، ثم تحولت إلى مجلس بلدي عام 1985، انضمت موخرًا إلى أمانة عمان الكبرى عام 2007، يبلغ عدد سكانها حوالي(16000) نسمة.